# Mateo (carruaje)

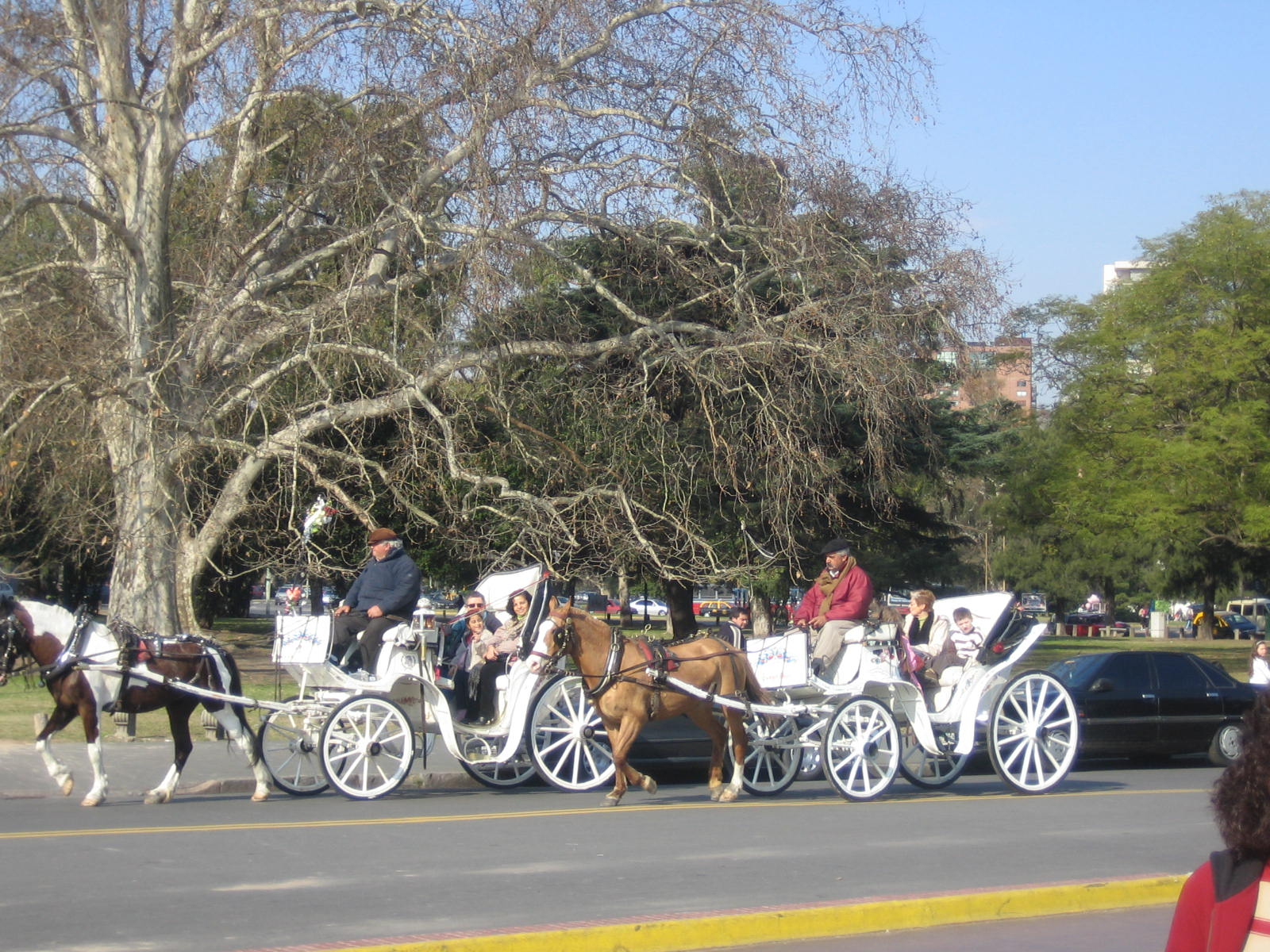
Dos mateos paseando por el costado del Rosedal.

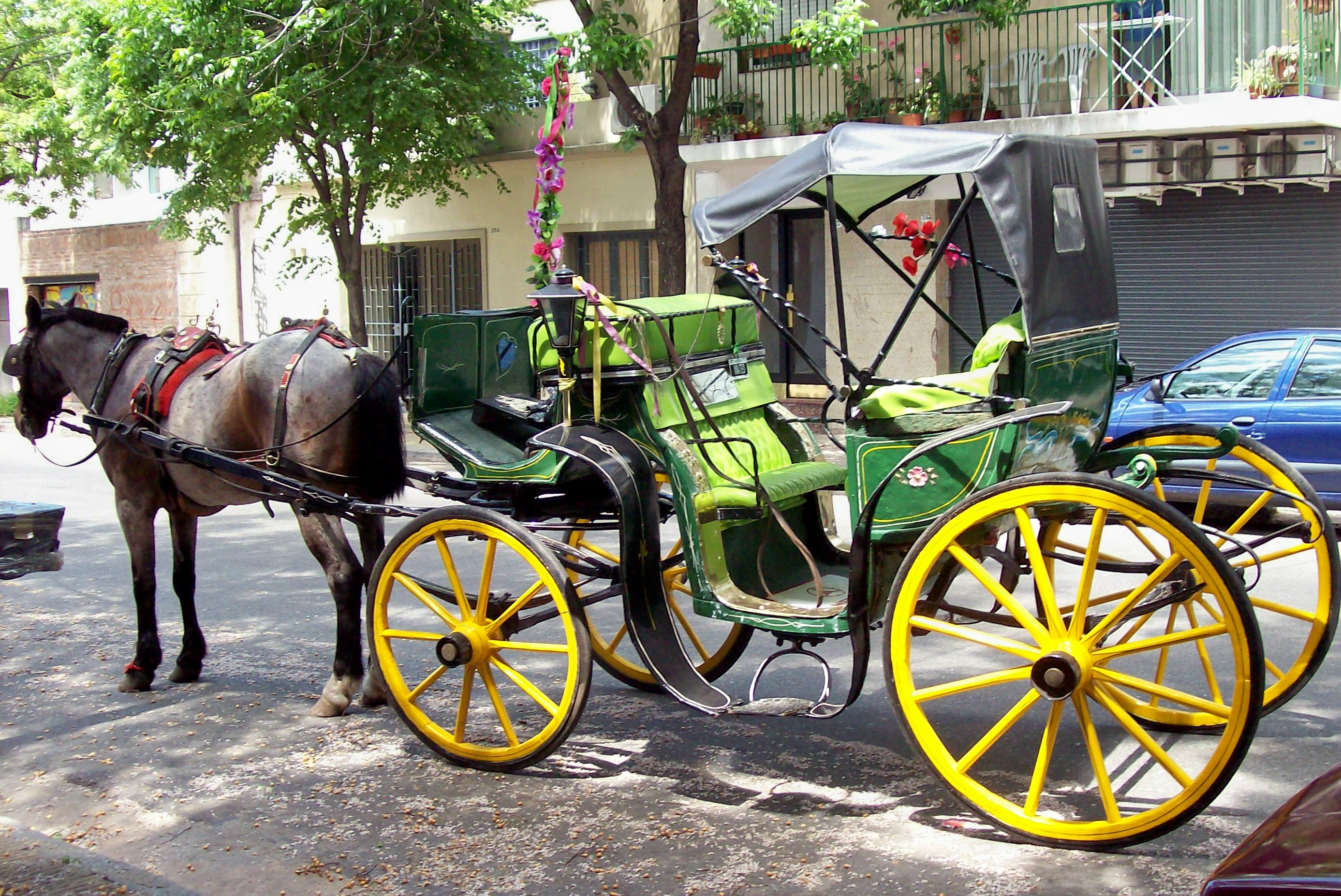
Mateo fileteado.

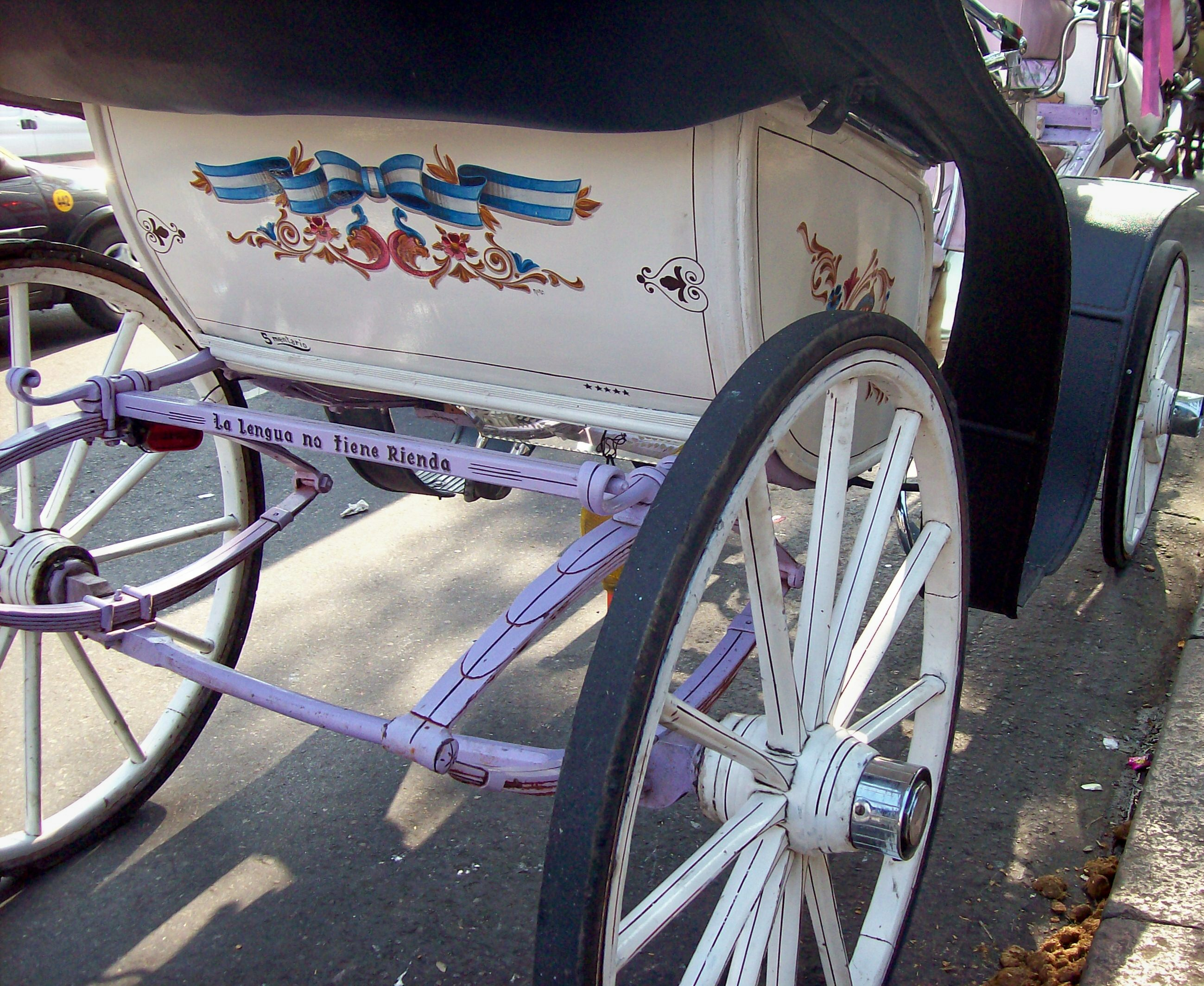
Fileteado en la parte trasera de un mateo

El mateo es un carruaje tirado por caballos y usualmente pintado con el estilo del fileteado que, en Buenos Aires, solía brindar paseos a los turistas por algunos barrios.

## Origen del nombre
Antiguamente se los llamaba placeros, por realizar sus paradas en las plazas, pero es el nombre del caballo de tiro de la obra de teatro Mateo (1923), de Armando Discépolo, de donde tomaron el nombre actual.
En 1910 llegó a haber casi 4700 mateos, pero en 2002 solo quedaban ocho.

## Ubicación de los mateos
Sólo pueden circular en una zona del barrio de Palermo, ya que una disposición municipal les permite tener sólo dos paradas, una en la Avenida Sarmiento, en su intersección con la Avenida del Libertador y otra en la Avenida Las Heras, frente al Zoológico de Buenos Aires.
Allí se pueden alquilar para hacer paseos turísticos, para internarse en los lagos y bosques de Palermo.
Quedan guardados en el único corralón de la ciudad, en Castillo 1471, Palermo, o algunos los llevan hasta el barrio de Chacarita, en las proximidades de la llamada Villa Fraga.